# Believe in You
 (mars 2012).
Si vous disposez d'ouvrages ou d'articles de référence ou si vous connaissez des sites web de qualité traitant du thème abordé ici, merci de compléter l'article en donnant les références utiles à sa vérifiabilité et en les liant à la section « Notes et références ».
Singles de dream
My Will
(2000) Solve
(2001)
Believe in You (écrit : Believe in you) est le septième single du groupe féminin de J-pop dream, produit par Max Matsura, dont les paroles sont écrites par l'une des chanteuses, Mai Matsumoro. Il sort le 28 février 2001 au Japon sous le label avex trax, trois mois seulement après le précédent single du groupe, My Will. Il atteint la 36e place du classement Oricon, et reste classé pendant deux semaines ; il restera le disque du groupe le moins bien classé pendant plusieurs années.
C'est le premier single du groupe à ne contenir que trois titres (dont une version instrumentale), contrairement aux précédents qui en contenaient en fait huit. La chanson-titre a été utilisée comme générique de fin de l'émission ZZZ Romihi de la chaine NTV. Elle figure sur le premier album du groupe, Dear..., qui sort simultanément le même jour.  
La chanson en "face B" est une version remixée de la chanson-titre du précédent single My Will ; cette version est utilisée comme thème musical pour une publicité. Une vidéo homonyme sort un mois plus tard, le 4 avril, aux formats VHS et DVD, contenant le clip vidéo de la chanson-titre et ses deux clips publicitaires promotionnels.

## Membres
- Mai Matsumoro
- Kana Tachibana
- Yū Hasebe

## Liste des titres
CD
1. Believe in you
2. My will (sweet dream mix)
3. Believe in you (Instrumental)

DVD / VHS
1. Believe in you (Promotion Video Clip)
2. Believe in you (15 s TV SPOT)
3. Believe in you (30 s TV SPOT)